# An Airplane Carried Me to Bed
An Airplane Carried Me to Bed est le premier album du projet musical Sky Sailing d'Adam Young, plus connu pour son autre projet, Owl City.
Cet album comprend des chansons qu'Adam Young avait faites avant Owl City. Il comprend 12 titres :
- 1. "Captains of the Sky" (2:43)
- 2. "Brielle" (4:06)
- 3. "Steady as She Goes" (2:36)
- 4. "Explorers" (4:10)
- 5. "A Little Opera Goes a Long Way" (3:48)
- 6. "Tennis Elbow" (3:45)
- 7. "Blue and Red" (3:39)
- 8. "Alaska" (2:36)
- 9. "I Live Alone" (4:04)
- 10. "Take Me Somewhere Nice" (2:47)
- 11. "Sailboats" (4:19)

Sur iTunes, titres bonus:
- 12. "Flowers of the Field" (3:55)

"Sailboats" était le 1er titre de son autre projet Seagull Orchestra.